# 14Y busz (Budapest)
A budapesti 14Y jelzésű autóbusz a Kosztolányi Dezső tér és a Lőtéri bekötőút között közlekedett. A vonalat a Budapesti Közlekedési Vállalat üzemeltette.

## Története
1974. szeptember 2-án 14Y jelzéssel indítottak új járatot a Kosztolányi Dezső tér és a Lőtéri bekötőút között. 1977. január 3-án a 114-es jelzést kapta. 1982. július 3-ától már csak munkanapokon járt, majd 1984. október 31-én megszüntették. 1986-ban indították újra a 114-es buszt, mely csak az Ispiláng utcáig jár.

## Útvonala
| Lőtéri bekötőút felé | Kosztolányi Dezső tér felé |
| --- | --- |
| Kosztolányi Dezső tér vá. – Bukarest utca – Ulászló utca – Bartók Béla út – Tétényi út – Szakasits Árpád út – Fehérvári út – Építész utca – Hunyadi János út – Kitérő út – felüljáró – Leányka utca – Budafoki tér – Kossuth Lajos utca – Nagytétényi út – Minta utca – Dózsa György út – XIII. utca – Baross Gábor-telep, Ispiláng utca – XIII. utca – Dózsa György út – Török utca – Bartók Béla út – Balatoni út – Lőtéri bekötőút vá. | Lőtéri bekötőút vá. – Balatoni út – Bartók Béla út – Török utca – Dózsa György út – XIII. utca – Baross Gábor-telep, Ispiláng utca – XIII. utca – Dózsa György út – Minta utca – Nagytétényi út – Rózsa Richárd utca – Budafoki tér – Leányka utca – felüljáró – Kitérő út – Hunyadi János út – Építész utca – Fehérvári út – Szakasits Árpád út – Tétényi út – Bartók Béla út – Kosztolányi Dezső tér vá. |

## Megállóhelyei
| 0  | Kosztolányi Dezső tér végállomás                | 30 | 1, 7A, 7C, 12, 14, 41, 53, 72, 86, 87, 87A, 87B, 107, 141E, 186 19, 49 |
| 1  | Tétényi út (↓) Hamzsabégi út (↑)                | 29 | 1, 7A, 7C, 14 19, 49                                                   |
| 2  | Fraknó utca (↓) Tétényi úti Kórház (↑)          | 28 | 7A, 7C, 14                                                             |
| 3  | Tétényi út 39. (↓) Tétényi út 30. (↑)           | 27 | 7A, 7C, 14                                                             |
| 4  | Szakasits Árpád út (↓) Tétényi út (↑)           | 26 | 7A, 7C, 83, 107                                                        |
| 5  | Fehérvári út (↓) Hengermalom út (↑)             | 25 | 3, 14, 83 9, 18, 47                                                    |
| 6  | Andor utca (↓) Galvani utca (↑)                 | 24 | 3, 14                                                                  |
| 7  | Albertfalva utca (↓) Fegyvernek utca (↑)        | 23 | 3, 10 9, 47                                                            |
| 8  | Vegyész utca (↓) Hunyadi János út (↑)           | 22 | 3, 10, 10Y, 14, 83                                                     |
| 9  | Leányka utca                                    | 21 | 3, 14 9, 47                                                            |
| 10 | Budafoki tér                                    | 20 | 3, 14, 58 9, 47                                                        |
| 11 | Magdolna utca (↓) Varga Jenő tér (↑)            | 19 | 3, 14, 58 9, 43, 47 Budafok-Belváros                                   |
| 12 | Tóth József utca                                | 18 | 3, 14, 58 43                                                           |
| 13 | Vágóhíd utca                                    | 17 | 3, 14, 103 43                                                          |
| 14 | József Attila utca                              | 16 | 3, 14, 103 43 Budafok-Háros                                            |
| 15 | Háros utca                                      | 15 | 3, 14 43                                                               |
| 16 | Jókai Mór utca                                  | 14 | 3, 14, 50, 50A, 50B, 50Y, 103 43                                       |
| 17 | Lépcsős utca                                    | 13 | 3, 14, 50B, 50Y 43                                                     |
| 18 | Minta utca (↓) Budatétényi sorompó (↑)          | 12 | 3, 14, 50B, 50Y, 103 43 Budatétény                                     |
| 19 | Dózsa György út (↓) Dráva utca (↑)              | 11 | 14                                                                     |
| 20 | IV. utca (↓) Tátra utca (↑)                     | 10 | 14                                                                     |
| 21 | VII. utca (↓) Schönherz Zoltán utca (↑)         | 9  | 14                                                                     |
| 22 | X. utca (↓) Killy utca (↑)                      | 8  | 14                                                                     |
| 23 | XIII. utca (↓) Dózsa György út (↑)              | 7  | 14                                                                     |
| 24 | Baross Gábor-telep, XVI. utca (↓) XVI. utca (↑) | 6  | 14                                                                     |
| 25 | Ispiláng utca                                   | 5  | 14                                                                     |
| 26 | XVI. utca (↓) Baross Gábor-telep, XVI. utca (↑) | 4  | 14                                                                     |
| 27 | Dózsa György út (↓) XIII. utca (↑)              | 3  | 14                                                                     |
| 28 | Bartók Béla út (↓) Török utca (↑)               | 2  |                                                                        |
| ∫  | Bartók Béla út                                  | 1  | 13Y                                                                    |
| 29 | Lőtéri bekötőút végállomás                      | 0  | 13Y                                                                    |